# NGC 68
NGC 68 — линзовидная галактика, центральный представитель группы галактик NGC 68, расположена в созвездии Андромеды.
Галактика NGC 68 была открыта 11 сентября 1784 г Уильямом Гершелем, наблюдавшим группу галактик NGC 68 как единый объект и описавшим его как очень слабый, крупный, содержащий 3 или 4 звезды и туманность. Указанное Гершелем положение объекта соответствует области между NGC 68, NGC 70 и NGC 71. Позднее при создании Нового общего каталога Джон Дрейер определил, что обнаруженный Гершелем туманный объект представляет собой три галактики, расположенные близко друг к другу в проекции на небесную сферу.